# 万建华 (少將)
万建华，男，中共政治人物，軍事人物，中共党員，湖南人。
曾任湖南省軍區副政委，湖南省省涉军维权工作领导小组副组长。萬建華是中國人民解放軍少將。  